# Коџи Мурофуши
Коџи Александар Мурофуши (јап. 室伏 アレクサンダー 広治; Murofushi Arekusandā Kōji; 8. октобар 1974, Нумазу, префектура Шизуока, Јапан) је јапански атлетичар, специјалиста за бацање кладива и светски првак у тој дисциплини из 2011.
Мурофуши је на Летњим олимпијским играма 2004. у Атини освојио златну медаљу хицем од 82,91 метар. Његов лични рекорд у бацању кладива износи 84,86 м и постигнут је 29. јуна 2003. у Прагу.
На почетку каријере такмичио се и у бацању диска, а његов лични рекорд у тој дисциплини износи 41,93 метра и остварен је у Мадриду 21. септембра 2002. године.

## Биографија
Коџи Мурофуши је рођен у правој атлетској породици. Његов отац Шинегобу Мурофуши је три пута учествовао на олимпијским играма, а 23 године је држао рекорд Јапана у бацању кладива (и управо је Коџи оборио његов рекорд). Његова мајка је румунска бацачица копља Серафина Мориц, иначе европска јуниорска првакиња из 1968. и сениорска првакиња Румуније из 1970. године. Његова сестра Јука Мурофуши је такође атлетичарка и такмичи се у бацању кладива и диска.

### Каријера
Све до 2001. Мурофуши је највеће успехе остваривао углавном у оквиру азијских првенстава. Прву медаљу, и то бронзану освојио је 1993. на играма источне Азије у Шангају остваривши хитац од 66,78 метара. Прве златне медаље освојио је 1998, прво на првенству Азије, а потом и на Азијским играма.
Прву светску медаљу (сребро) освојио је у Едмонтону 2001. на светском првенству са хицем од 82,92 метра. Две године касније, на митингу у Прагу остварио је даљину од 84,86 м која му је донела 5. место свих времена на листи ИААФ и лични рекорд. На Олимпијске игре 2004. у Атини дошао је као велики фаворит али је хицем од 82,91 м заузео друго место. Међутим Мађар Адријан Анус (хитац од 83,19 м) је дисквалификован због допинга, тако да је Мурофушију припала златна медаља (до сада једина његова олимпијска медаља). На играма у Пекингу 2008. завршио је такмичење на 5. месту.
На светском првенству 2011. у корејском Тегуу освојио је златну медаљу (хитац од 81,24 метра).
| Дисциплина     | Дужина  | Место           | Датум               |
| -------------- | ------- | --------------- | ------------------- |
| Бацање кладива | 84,86 м | Праг, Чешка     | 29. јун 2003.       |
| Бацање диска   | 41,93 м | Мадрид, Шпанија | 21. септембар 2002. |

## Резултати по сезонама
| Година | Такмичење            | Место    | Пласман | Хитац   |
| ------ | -------------------- | -------- | ------- | ------- |
| 1992.  | Јуниорско СП         | Сеул     | 8.      | 65,78 м |
| 1993.  | Првенство Азије      | Манила   | 2.      | 65,54 м |
| 1994.  | Азијске игре         | Хирошима | 2.      | 67,48 м |
| 1995.  | Првенство Азије      | Џакарта  | 2.      | 69,24 м |
| 1997.  | С ветско првенство   | Атина    | 10.     | 74,82 м |
| 1998.  | Азијско првенство    | Фукуока  | 2.      | 74,17 м |
| 1998.  | Азијске игре         | Бангкок  | 1.      | 78,57 м |
| 2000.  | Олимпијске игре      | Сиднеј   | 9.      | 76,60 м |
| 2000.  | ИААФ гран при финале | Доха     | 2.      | 80,32 м |
| 2001.  | Светско првенство    | Едмонтон | 2.      | 82,92 м |
| 2002.  | Првенство Азије      | Коломбо  | 1.      | 80,45 м |
| 2002.  | Азијске игре         | Бусан    | 1.      | 78,72 м |
| 2002.  | ИААФ гран при финале | Париз    | 1.      | 81,14 м |
| 2002.  | Светски куп          | Мадрид   | 2.      | 80,08 м |
| 2003.  | Светско првенство    | Париз    | 3.      | 80,12 м |
| 2004.  | Олимпијске игре      | Атина    | 1.      | 82,91 м |
| 2006.  | ИААФ гран при финале | Штутгарт | 1.      | 81,42 м |
| 2006.  | Светски куп          | Атина    | 1.      | 82,01 м |
| 2007.  | Светско првенство    | Осака    | 6.      | 80,46 м |
| 2007.  | ИААФ гран при финале | Штутгарт | 3.      | 77,95 м |
| 2008.  | Олимпијске игре      | Пекинг   | 5.      | 80,71 м |
| 2008.  | ИААФ гран при финале | Штутгарт | 3.      | 78,99 м |
| 2011.  | Светско првенство    | Тегу     | 1.      | 81,24 м |

- Првак Јапана у периоду 1995.—2010.

### Најбољи резултати по годинама
| 1996.   | 1997.   | 1998.   | 1999.   | 2000.   | 2001.   | 2002.   | 2003.   | 2004.   | 2005.   | 2006.   | 2007.   | 2008.   | 2009.   | 2010.   | 2011.   |
| ------- | ------- | ------- | ------- | ------- | ------- | ------- | ------- | ------- | ------- | ------- | ------- | ------- | ------- | ------- | ------- |
| 73,82 м | 75,72 м | 78,57 м | 79,17 м | 81,08 м | 83,47 м | 83,33 м | 84,86 м | 83,15 м | 76,47 м | 82,01 м | 82,62 м | 81,87 м | 78,36 м | 80,99 м | 81,24 м |